# Le Téléphone (Barelier)
Pour les articles homonymes, voir Téléphone (homonymie).
Le Téléphone est une œuvre d'André Barelier. C'est l'une des œuvres d'art de la Défense, en France.

## Description
L'œuvre est située dans le quartier du Faubourg de l'Arche, devant la tour Cèdre.

## Historique
L'œuvre est installée en 1999.